# Landkreis Mittweida
Der Landkreis Mittweida war von 1994 bis 2008 ein Landkreis in der westlichen Mitte des Freistaates Sachsen. Nachbarkreise waren im Norden der ehemalige Muldentalkreis und der Landkreis Döbeln, im Nordosten der Landkreis Meißen, im Südosten der ehemalige Landkreis Freiberg, im Süden die kreisfreie Stadt Chemnitz und der Landkreis Chemnitzer Land sowie im Westen der thüringische Landkreis Altenburger Land und der Landkreis Leipziger Land.

## Geographie
- Flüsse: Zwickauer Mulde, Chemnitz, Zschopau, Große Striegis und Kleine Striegis sowie die Talsperre Kriebstein.
- Berge: Rochlitzer Berg

Siehe dazu auch: Liste der Landschaften in Sachsen, Liste der Gewässer in Sachsen, Naturräume in Sachsen

## Wirtschaft
- Hochschule Mittweida (FH) – University of Applied Sciences

## Verkehr
- Bundesstraßen: B 7, B 95, B 107, B 169, B 175 und B 180
- Bundesautobahn: A 4, A 72
- Bahnstrecken:
  - Altenburg–Langenleuba-Oberhain
  - Glauchau–Wurzen
  - Limbach–Wittgensdorf
  - Neukieritzsch–Chemnitz
  - Riesa–Chemnitz
  - Rochlitz–Penig
  - Roßwein–Niederwiesa
  - Waldheim–Kriebethal
  - Waldheim–Rochlitz
  - Wechselburg–Küchwald

## Geschichte und Territorialstruktur
Der Landkreis entstand 1994 auf Grundlage der 1. sächsischen Kreisgebietsreform durch Zusammenlegung der Landkreise Hainichen, Rochlitz (außer drei Gemeinden) und des nördlichen Teiles des Landkreises Chemnitz sowie drei kleinerer Gemeinden aus anderen Kreisen. 1996 schloss sich zudem nach Bürgerentscheid aus dem Landkreis Leipziger Land die Gemeinde Obergräfenhain dem Landkreis an.
Folgende 48 Gemeinden bildeten den neuen Landkreis Mittweida:
- 9 Gemeinden vom Kreis Chemnitz:

Auerswalde, Burgstädt, Claußnitz, Hartmannsdorf, Lichtenau, Mohsdorf, Mühlau, Taura b. Burgstädt und Wittgensdorf
- die Gemeinde Mühlbach aus dem Kreis Flöha
- die Gemeinden Breitenborn und Langensteinbach aus dem Kreis Geithain
- 16 Gemeinden aus dem Kreis Hainichen:

Altmittweida, Dittersbach, Frankenberg, Grünlichtenberg, Hainichen, Kriebstein, Krumbach, Lauenhain-Tanneberg, Mittweida, Ottendorf, Reichenbach, Rossau, Schlegel, Schönborn-Dreiwerden-Seifersbach, Striegistal und Tiefenbach.
- 20 Gemeinden aus dem Kreis Rochlitz:

Aitzendorf, Arras, Chursdorf, Erlau, Frankenau, Geringswalde, Himmelhartha, Holzhausen, Königsfeld, Königshain-Wiederau, Lunzenau, Milkau, Penig, Rochlitz, Seelitz, Stein i. Chemnitztal, Tauscha, Thierbach, Wechselburg und Zettlitz.
Am 1. August 2008 wurde mit der Kreisreform Sachsen 2008 eine Fusion zum Landkreis Mittelsachsen mit den ehemaligen Kreisen Döbeln und Freiberg umgesetzt.

## Politik
Einziger Landrat des Landkreises Mittweida war Andreas Schramm (CDU) von 1994 bis 2008.

### Kreistag
Die 58 Sitze im letzten Kreistag verteilten sich folgendermaßen auf die einzelnen Parteien:
| Partei                 | Sitze |
| CDU                    | 29    |
| LINKE                  | 12    |
| SPD                    | 9     |
| FDP                    | 3     |
| Freie Wähler Burgstädt | 3     |
| GRÜNE                  | 1     |
| Kleingärtner WVK Taura | 1     |

Fraktionsvorsitzende im Kreistag:
- Jürgen Kunath – CDU
- Jens Stahlmann – DIE LINKE
- Udo Lindner – SPD
- Joachim Knappe – FDP
- Lothar Naumann – Freie Wähler Burgstädt

## Städte und Gemeinden
(Einwohnerzahlen vom 31. Dezember 2007)
| Städte: 1. Burgstädt (11.884) 2. Frankenberg/Sa. (16.283) 3. Geringswalde (4.880) 4. Hainichen (9.236) 5. Lunzenau (4.929) 6. Mittweida (16.152) 7. Penig (10.134) 8. Rochlitz (6.481) Verwaltungsgemeinschaften: - Verwaltungsgemeinschaft Burgstädt mit den Mitgliedsgemeinden Burgstädt, Mühlau und Taura - Verwaltungsgemeinschaft Mittweida mit den Mitgliedsgemeinden Altmittweida und Mittweida - Verwaltungsgemeinschaft Rochlitz mit den Mitgliedsgemeinden Königsfeld, Rochlitz, Seelitz und Zettlitz | Gemeinden: 1. Altmittweida (2.081) 2. Claußnitz (3.407) 3. Erlau [Sitz: Crossen] (3.541) 4. Hartmannsdorf (4.683) 5. Königsfeld (1.703) 6. Königshain-Wiederau (2.905) 7. Kriebstein [Sitz: Kriebethal] (2.495) 8. Lichtenau (7.945) 9. Mühlau (2.323) 10. Rossau (3.814) 11. Seelitz (2.016) 12. Striegistal [Sitz: Etzdorf] (5.483) 13. Taura (2.611) 14. Wechselburg (2.142) 15. Zettlitz (832) |

## Kfz-Kennzeichen
Am 1. August 1994 wurde dem Landkreis das seit dem 1. Januar 1991 für den Landkreis Hainichen gültige Unterscheidungszeichen HC nun mehr mit den Buchstabenpaaren ab XA und den Zahlen von 1 bis 99 zugewiesen. Dieses wurde am 1. Januar 1995 vom neuen Unterscheidungszeichen MW abgelöst, das bis zum 31. Juli 2008 ausgegeben wurde. Seit dem 9. November 2012 ist es im Landkreis Mittelsachsen erhältlich.